# Даре, Пьер
Пьер Даре, также известный как Пьер Даре де Казенёв (фр. Pierre Daret, Pierre Daret de Cazeneuve; ок. 1604, Париж — 29 марта 1678, Ла-Люк) — французский живописец-портретист, гравёр, издатель и торговец гравюрами.

## Биография
По сведениям историографа Пьерa-Жана Мариеттa Пьер Даре, вероятно, учился рисованию и живописи у Клода Виньона, а гравюре у Жака Бланшара.
23 августа 1632 года он подписал договор с Пьером Паллио, который взял его в свою мастерскую на два года в качестве ученика и помощника. Известно также, что 1 июля 1640 года Пьер Даре был свидетелем брачных контрактов живописца Симона Вуэ и Радегонды Беранже, вдовы Леонара Маржери, а также Обена Вуэ, брата Симона Вуэ, также живописца, скульптора Жака Сарразена, живописцев Мишеля Дориньи и Эсташа Лесюёра.
Даре был принят в Королевскую академию живописи и скульптуры 15 сентября 1663 года как живописец-портретист, но известен Пьер Даре прежде всего как гравёр.
Он также был издателем печатной продукции в Париже на улице Сен-Дени, затем на улице Сен-Жак. Пьер Даре женился в приходе Сен-Бенуа в Жиллет-Гине 10 сентября 1633 года. От этого брака у него было трое детей: Мария, Жан и Клод.
Среди учеников Пьера Даре были Франсуа де Пуайи и Гийом Валле.
Пьер Даре был издателем нескольких значительных для своего времени сочинений:
- «Краткое изложение жизни Рафаэля Санти из Урбино, замечательного живописца и архитектора, где обсуждаются его работы, а также гравюры, созданные Марком-Антуаном Булонуа и другими превосходными гравёрами» (Abrégé de la vie de Raphaël Santio d’Urbin très-excellent peintre et architecte, où il est traité de ses œuvres, des stampes qui en ont été gravées, tant par Marc-Antoine Boulognois qu’autres excellents graveurs).

- «О происхождении углублённой гравюры с обозначениями мест работы главных итальянских живописцев, описанных Вазари. Перевод с итальянского П. Даре, гравёра, в Париже, в доме автора, на набережной Жевре, 1651 года» (De l’origine de la gravure en taille douce avec une adresse des lieux où les principaux peintres italiens, d’escrits par Vasari ont travaillé. Traduit de l’italien par P. Daret, graveur, À Paris, chez l’autheur, sur le quai de Gesvres, 1651).

- «Исторические картины, на которых запечатлены прославленные французы и иностранцы обоего пола, 1652 года» (Tableaux historiques ou sont gravés les illustres Français et estrangiers de l’un et l’autre sexe, 1652).

## Галерея

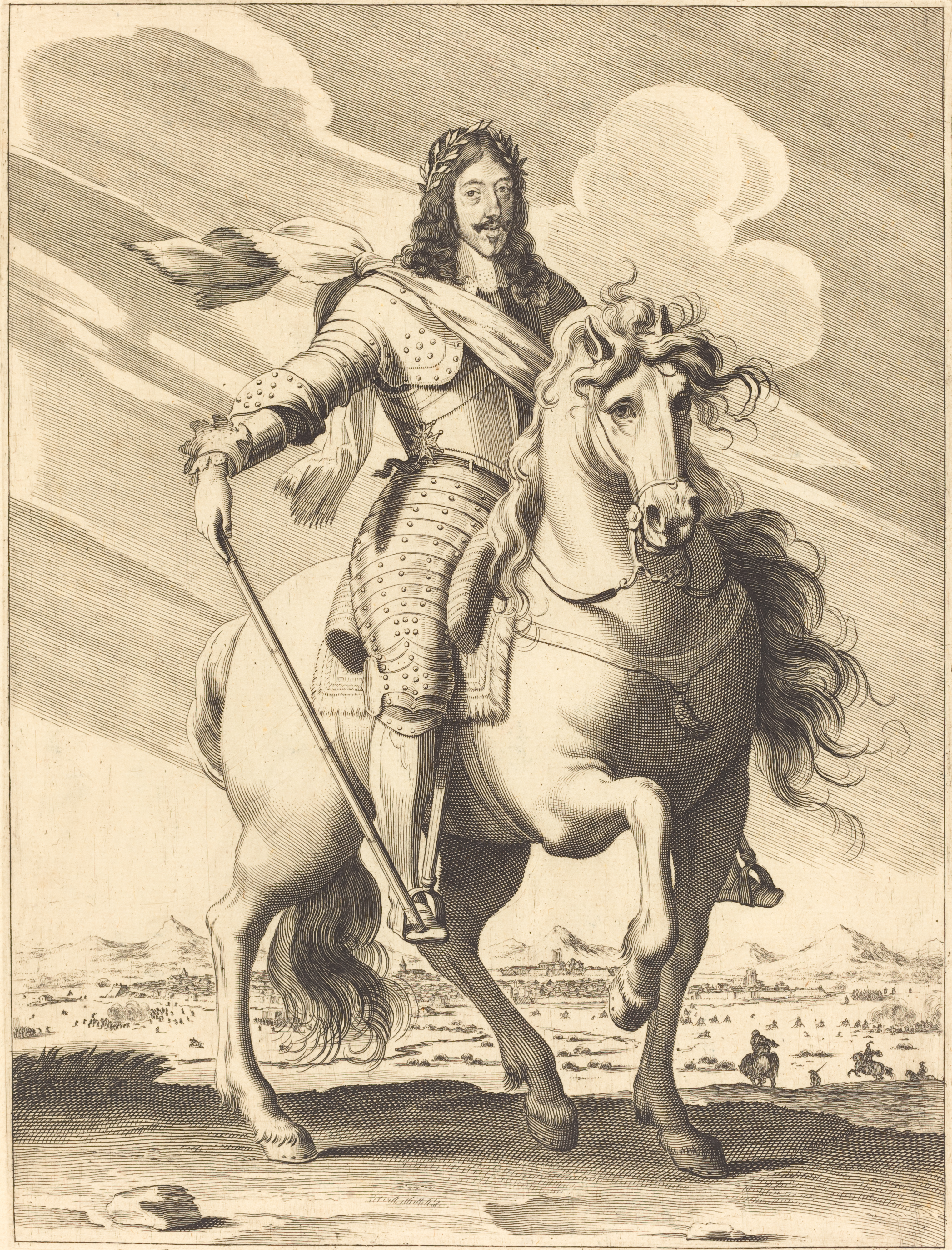
Король Людовик XIII. 1643. Офорт, резец
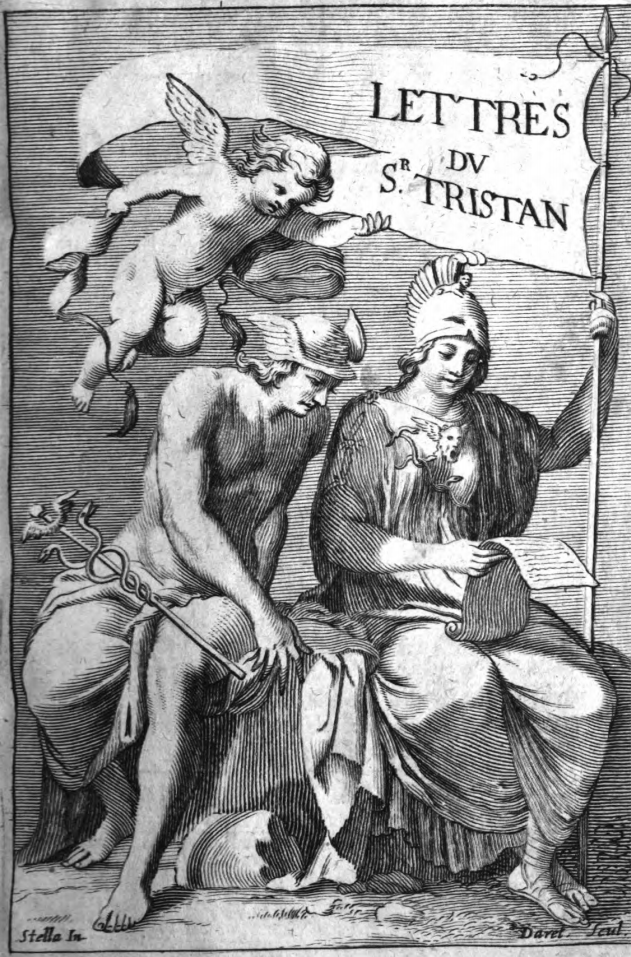
Фронтиспис издания «Тристан. Смешанные литеры». 1642. Офорт
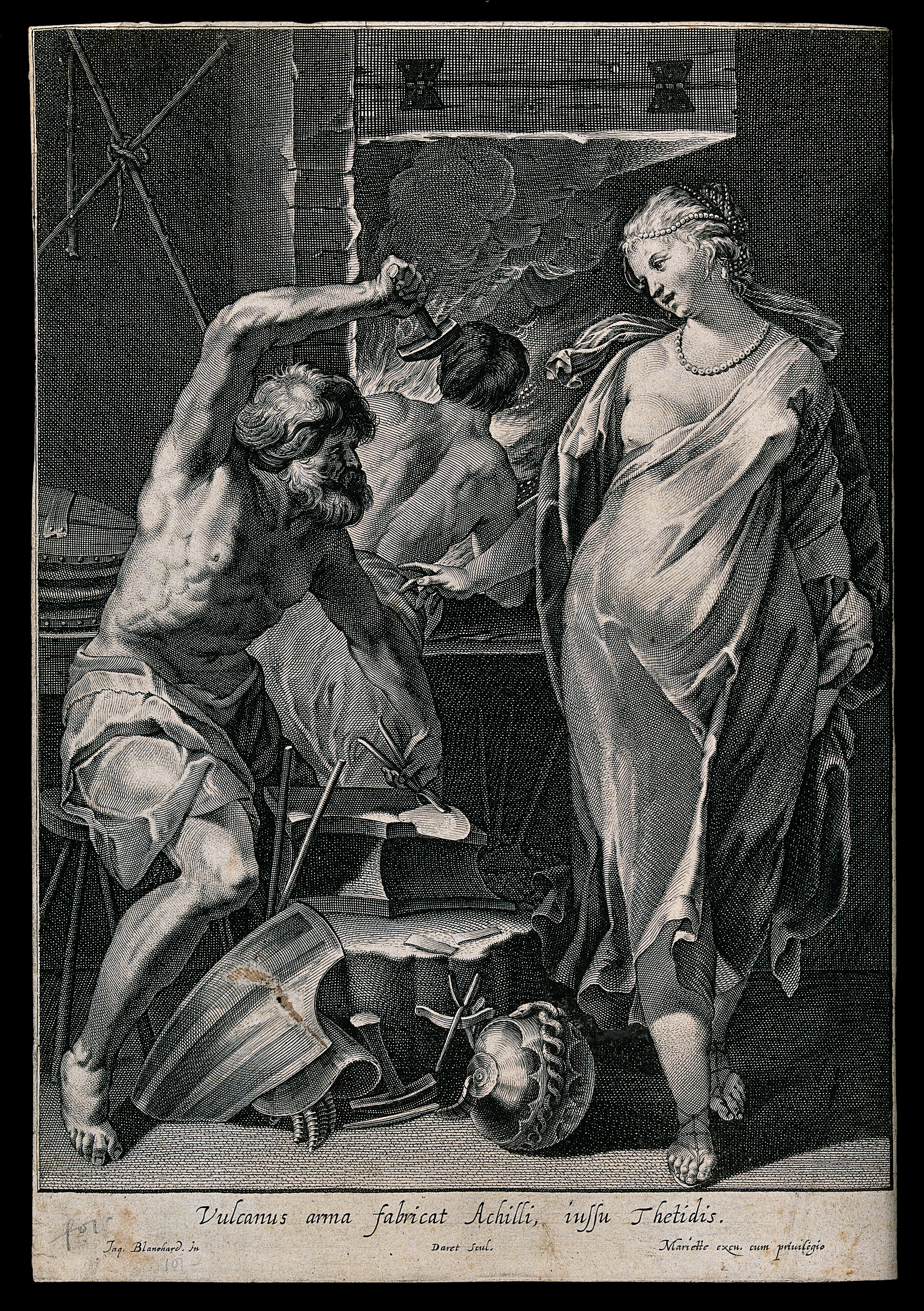
Фетида в кузнице Вулкана. Офорт по оригиналу Ж. Бланшара
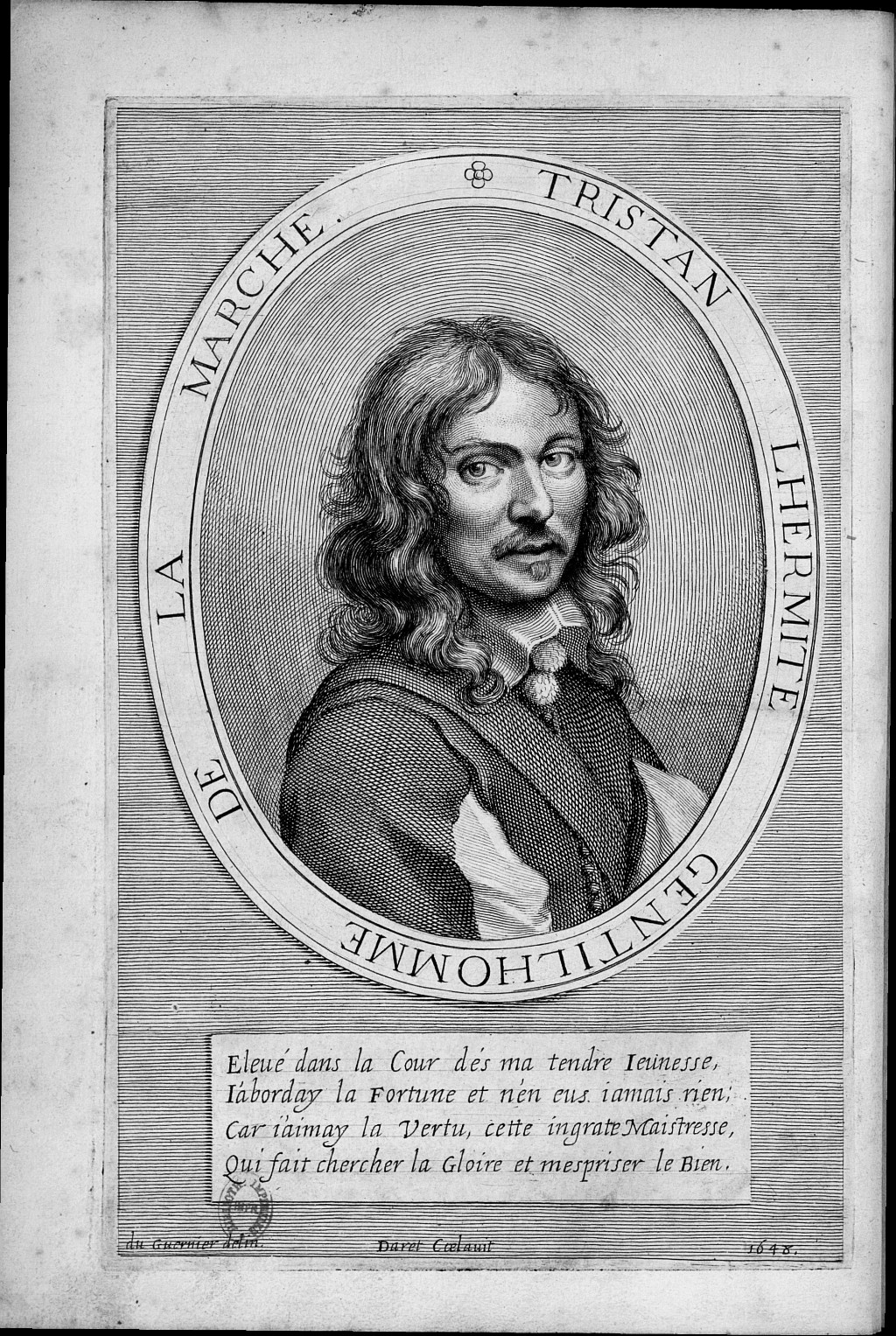
Тристан Эрмит. 1648
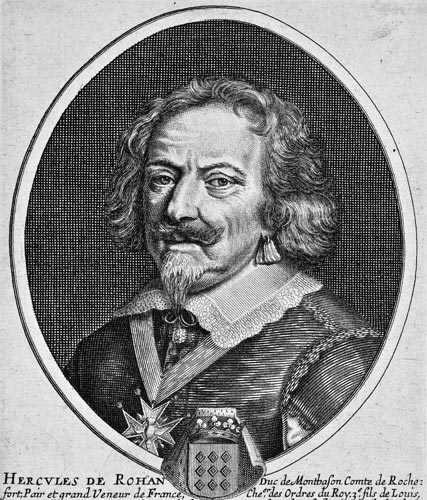
Эркюль де Роган. 1654
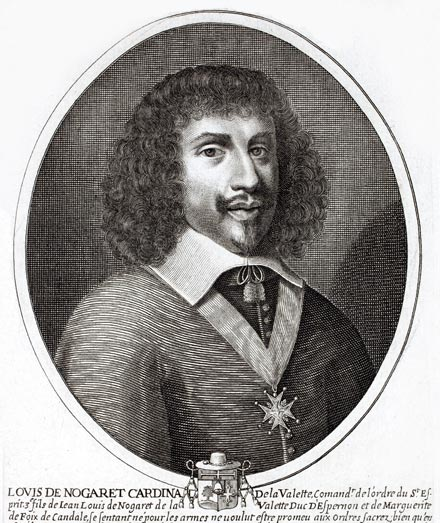
Кардинал Луи де Ногаре де ла Валет